# Peugeot 1007
Peugeot 1007 — субкомпактвэн фирмы PSA Peugeot Citroën, продававшийся с 2005 до 2009 года. Автомобиль официально продавался на российском рынке с 2005 до 2008 года. В России предлагались бензиновые версии модели по цене от 18180 долларов США.
Дизайн модели основан на концепт-каре Sésame, представленном 2002 году на Парижском автосалоне. Серийный Peugeot 1007 имел необычную конструкцию кузова: для лёгкого доступа в салон в стеснённых условиях использовались широкие боковые сдвижные двери с электроприводом. 

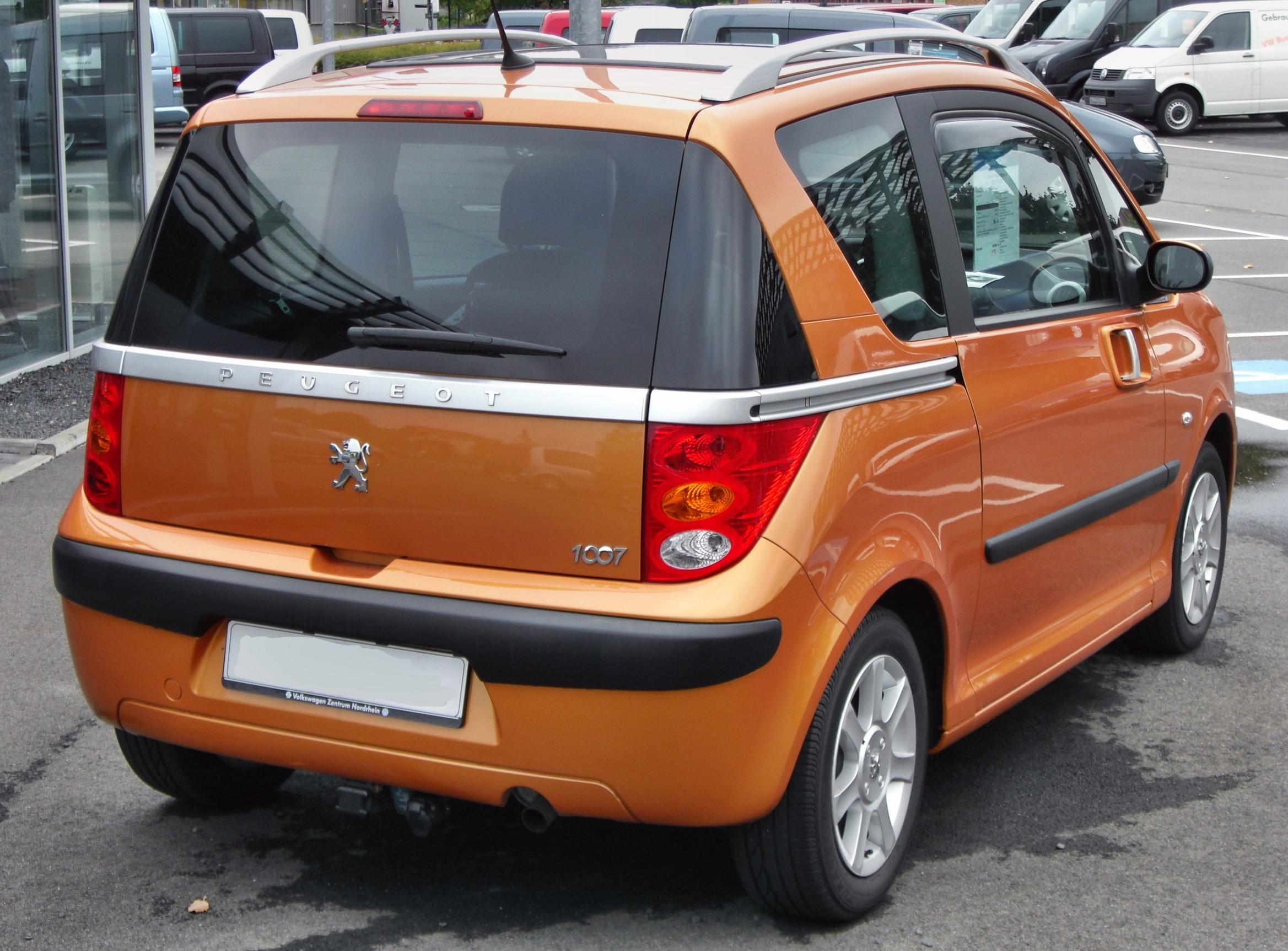
Вид сзади
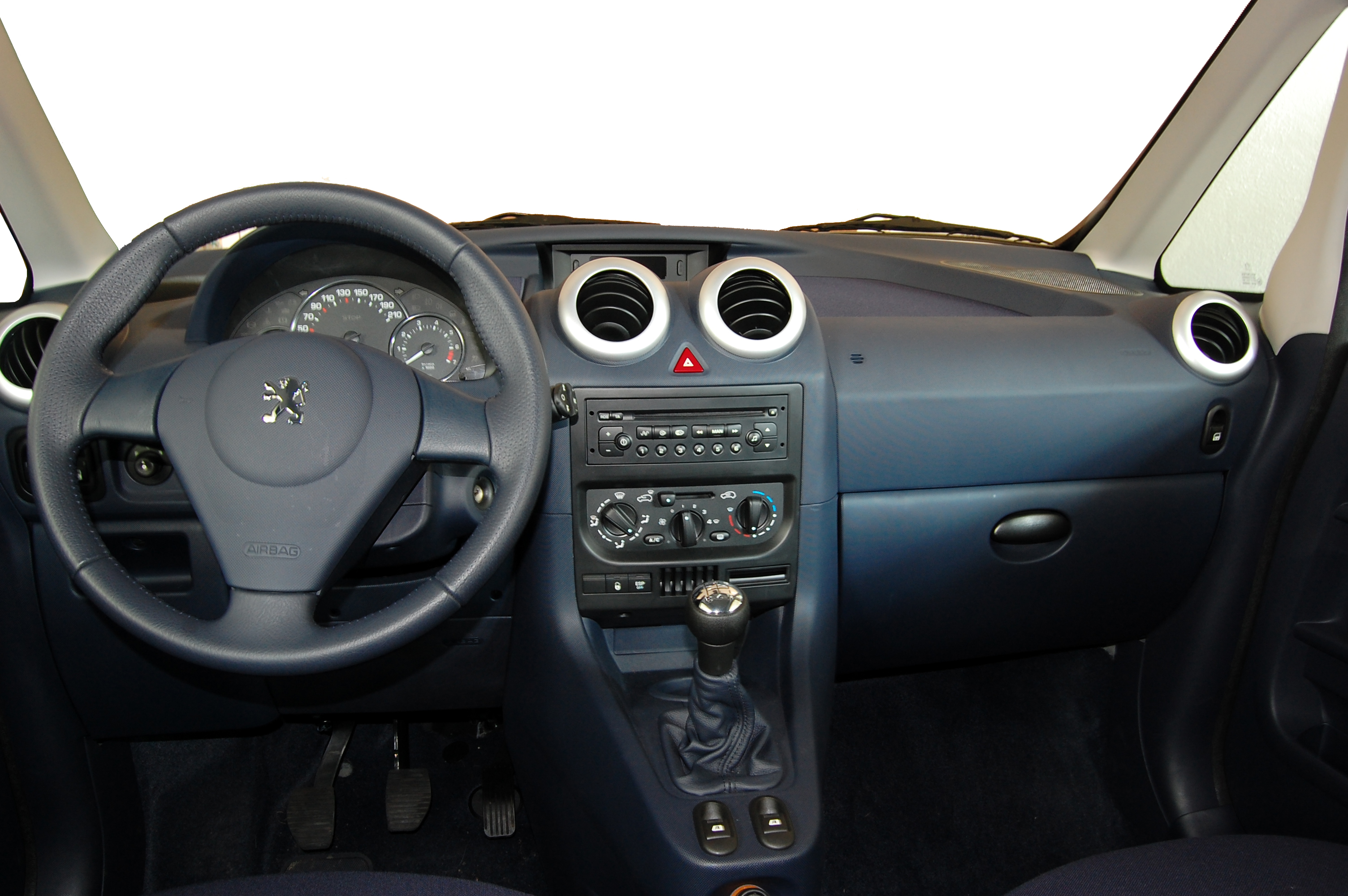
Интерьер
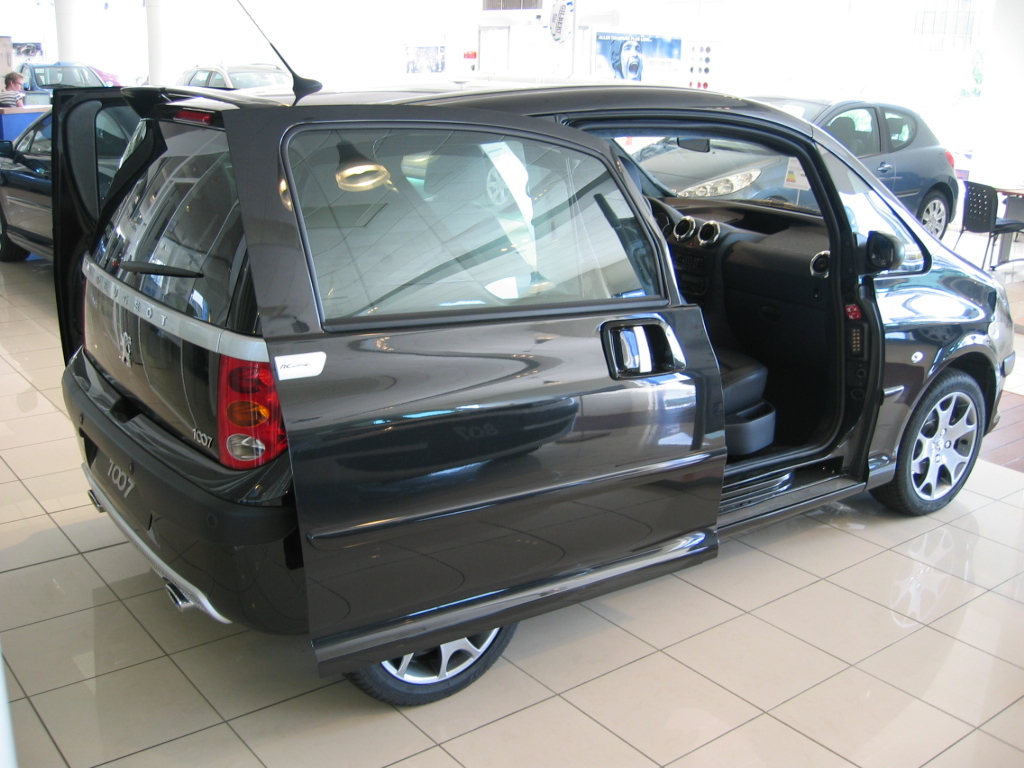
Peugeot 1007 с открытыми дверями

## 1007 RC
1007 RC представлен на автосалоне в Париже в 2006 году. Версия RC с 1,6-литровым двигателем мощностью до 140 л. с. Также существовала версия RC-1007 Line c  1,6-литровым бензиновым двигателем, мощностью 110 л.с. с механической 5-ступенчатой коробкой 2-Tronic. Она была доступна для продажи лишь для некоторых стран, таких как Германия.

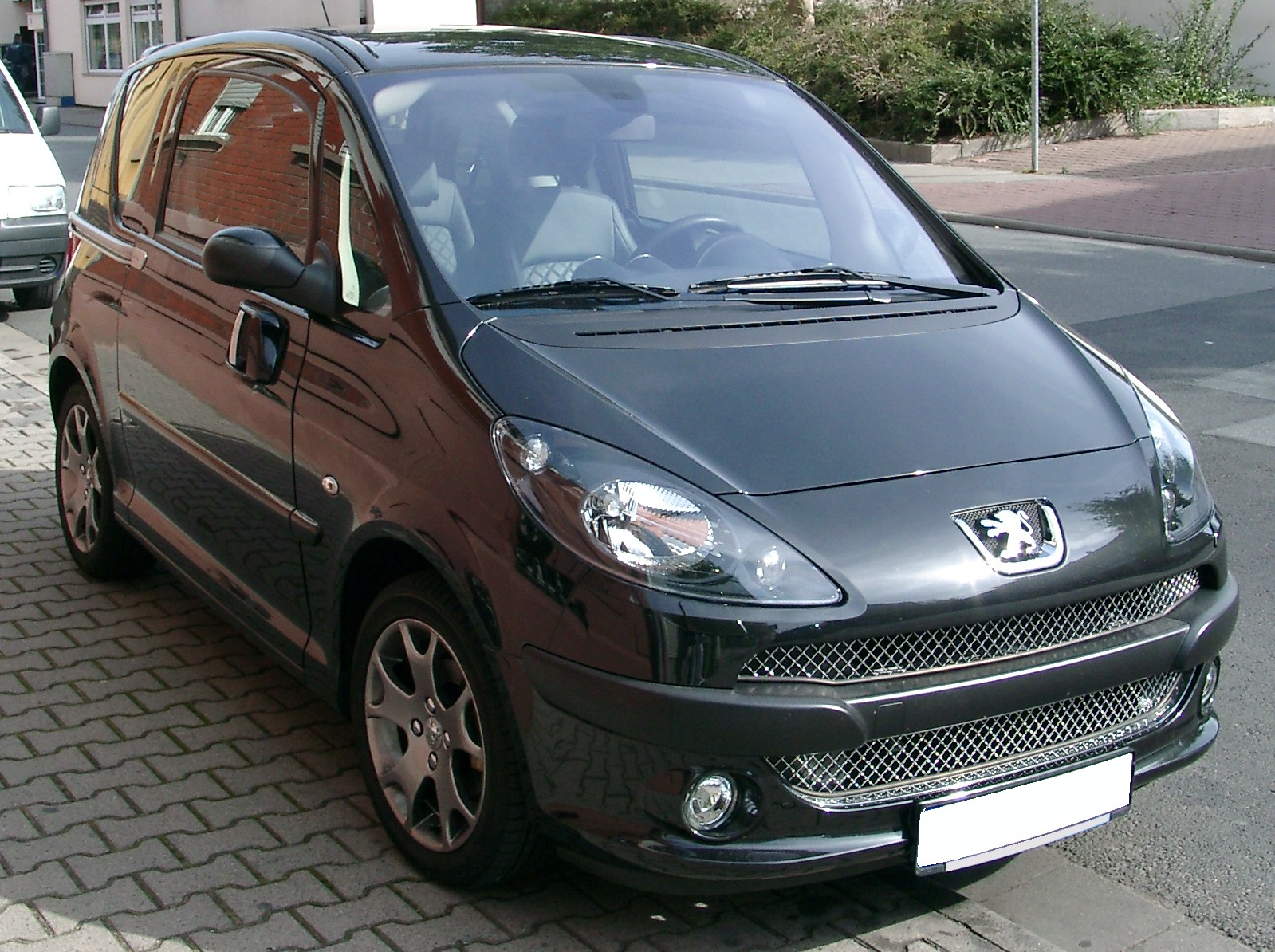
Peugeot 1007 RC
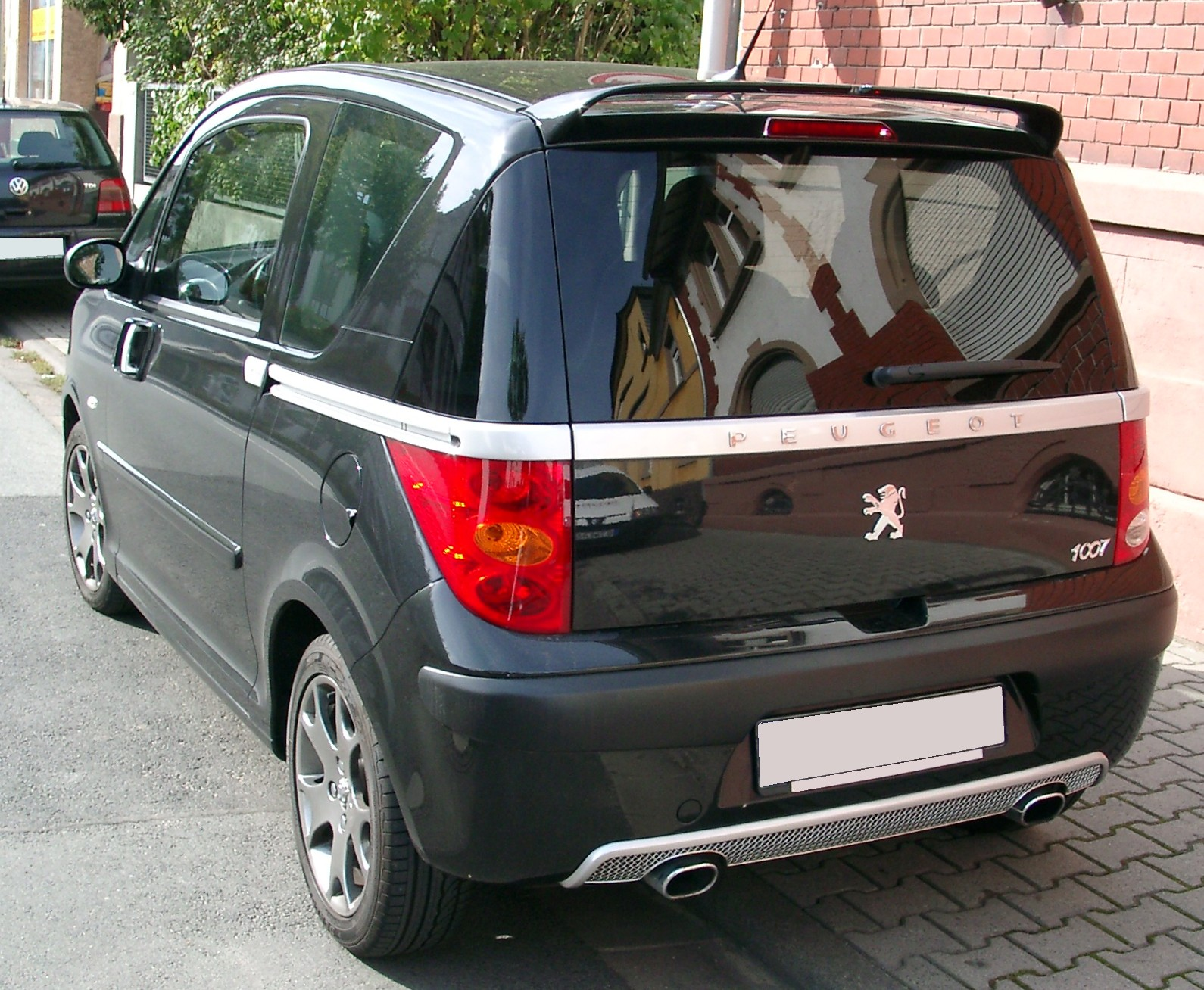
Вид сзади

## Спец. версии
- Pack Limited (2005),
- Freddy (2005),
- Elle (2006, Бельгия),
- Cappuccino (2006),
- Roxy (2006),
- RC Line (2006),
- Q uiksilver (2006, Швейцария),
- Black & Silver (2009).

## Двигатели
На старте продаж были запланированы три двигателя: 1,4-литровый бензиновый мощностью 75 л. с. с 5-ступенчатой механической или 5-ступенчатой роботизированной коробкой передач 2-Tronic, 1,6-литровый бензиновый двигатель мощностью 110 л. с. с роботизированной коробкой передач и 1,4-литровый турбодизель мощностью 70 л. с. с  механической коробкой передач.
С апреля 2006 года в гамме появился 16-клапанный бензиновый мотор объёмом 1,4 литра и мощностью 90 л. с., а в феврале 2007 года дебютировал дизельный двигатель 1.6 HDi. С этим двигателем автомобиль разгоняется на 4 секунды быстрее от 0 до 100 км / ч (11,4 с вместо 15,4 с для 1.4 HDi 70 с максимальной скоростью 172 км/ч) и обеспечивает максимальный крутящий момент от 240Нм до 260Нм на 2000 об/мин, благодаря турбонагнетателю с изменяемой геометрией.

## Безопасность
Автомобиль в 2005 году в краш-тесте EuroNCAP получил 36 баллов.
| Euro NCAP                                                 | Euro NCAP | Euro NCAP | Euro NCAP |
| --------------------------------------------------------- | --------- | --------- | --------- |
| Рейтинги                                                  | Пассажир  |           | 36        |
| Рейтинги                                                  | Ребёнок   |           | 34        |
| Рейтинги                                                  | Пешеход   |           | 10        |
| Протестированная модель: Peugeot 1007 1.4 Vitamine (2005) |           |           |           |

## Продажи
| Год  | Продано |
| 2004 | 1,100   |
| 2005 | 53,800  |
| 2006 | 34,100  |
| 2007 | 18,600  |
| 2008 | 11,000  |
| 2009 | 5,200   |
| 2010 | 100     |